# Tintin (postać)

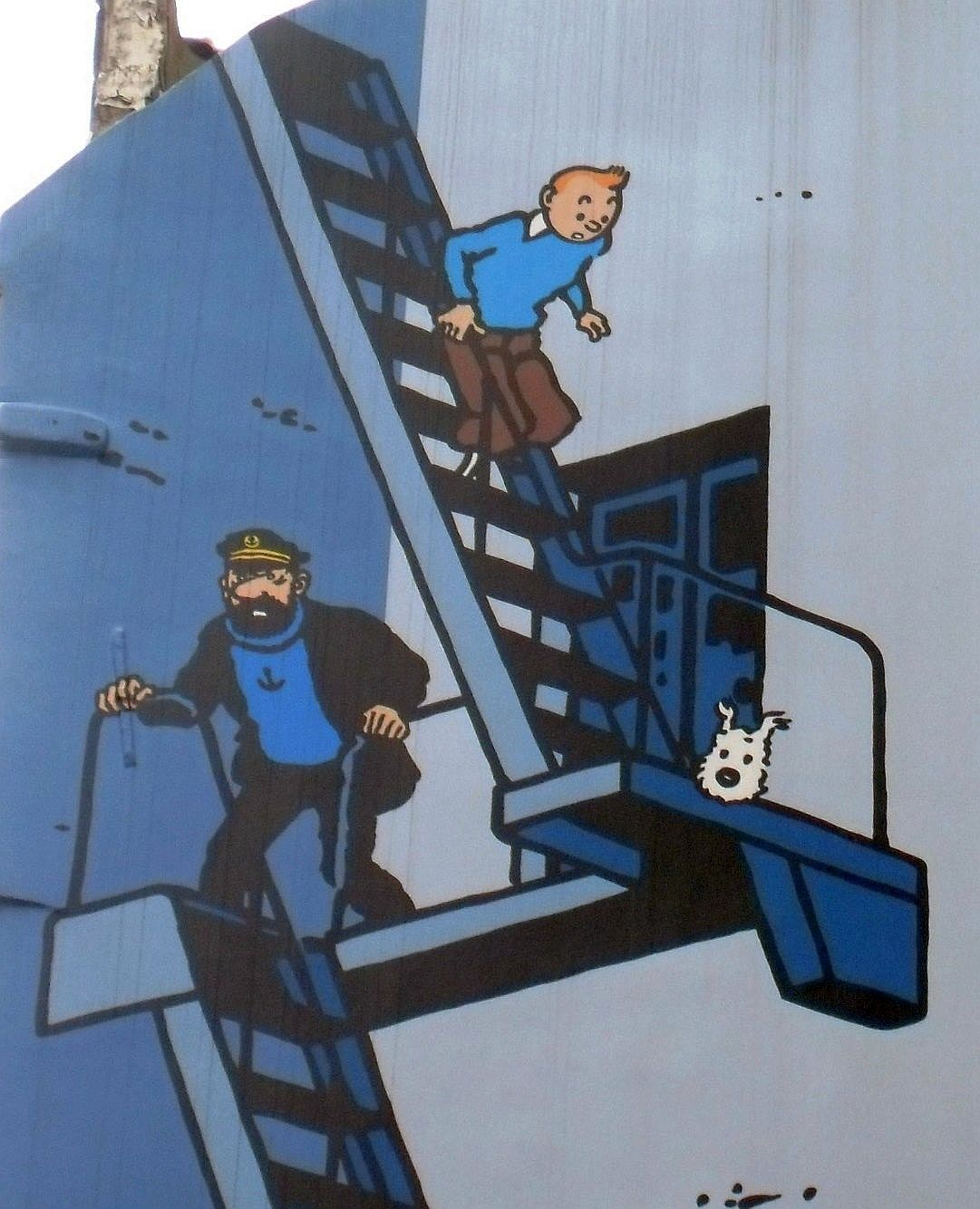
Tintin, jego pies Miluś i kapitan Baryłka na muralu budynku w Brukseli

Tintin (wym. tɛ̃tɛ̃) – główny bohater komiksu Przygody Tintina (fr. Les aventures de Tintin), powołany do życia 10 stycznia 1929 roku przez belgijskiego pisarza i artystę Hergégo. Pierwszy album, opowiadający o przygodach Tintina nosił tytuł Tintin w kraju Sowietów (fr. Tintin au pays des Soviets).
Tintin jest młodym (choć trudno określić jego wiek) belgijskim dziennikarzem i podróżnikiem, któremu zawsze towarzyszy i pomaga piesek Miluś (fr. Milou). Jego najlepszym przyjacielem jest kapitan Baryłka.
Tintin jest osobą niezwykle inteligentną, o bujnej wyobraźni, obdarzoną łatwością w nauce obcych języków. Co więcej, nie dość, że umie prowadzić samochód, lokomotywę, motocykl i czołg, to jeszcze świetnie jeździ na koniu i pilotuje. 
Tintin mieszka przy ulicy Labrador 26 w nieokreślonym mieście, choć można się domyślać, że chodzi o Brukselę. W komiksie Tintin w krainie czarnego złota (Au pays de l'or noir) przeprowadza się do zamku Moulinsart (patrz: Zamek Cheverny-Cheverny a Tintin).

## Euro z Tintinem
W styczniu 2004 roku mennica Królestwa Belgii wydało na 75. rocznicę urodzin Tintina, srebrną monetę o nominale 10 euro przedstawiającą Tintina. Wybito ją w liczbie 50 000 sztuk. Na awersie znajduje się Tintin wraz z psem Milusiem, a na rewersie znajduje się mapa Europy.